# نیدا سنف
نیدا سنف (هلندی: Nida Senff؛ ۳ آوریل ۱۹۲۰ – ۲۷ ژوئن ۱۹۹۵) یک شناگر اهل هلند بود.
از افتخارات وی می‌توان به کسب مدال طلا شنا ۱۰۰ متر کرال پشت در بازی‌های المپیک تابستانی ۱۹۳۶ اشاره کرد.